# Kleopatra Alkemisten
Kleopatra Alkemisten som levde på 200- eller 300-talet, var en egyptisk alkemist, författare och filosof, verksam i Alexandria den romerska provinsen Egypten. Hon associeras med samma skola i alkemi som Maria från Alexandria och Comarius och använde liksom dessa en komplicerad destillationsteknik. Hon har pekats ut som uppfinnaren av destilleringsapparaten alembic. Hon är främst känd som praktisk forskare inom alkemi, men har också utpekats som en av fyra kvinnor som kunde producera De vises sten.